# Ingeborg Helen Marken
Pour les articles homonymes, voir Ingeborg.
Ingeborg Helen Marken (né le 23 janvier 1975 à Eggedal) est skieuse alpine norvégienne.

## Palmarès
- Coupe du monde
- 3 podiums